# Anatolij Demjanenko
Anatolij Wasylowycz Demjanenko, ukr. Анатолiй Васильович Дем'яненко, ros. Анатолий Васильевич Демьяненко, Anatolij Wasiljewicz Diemjanienko (ur. 19 lutego 1959 w Dniepropetrowsku) – ukraiński piłkarz, grający na pozycji obrońcy, były reprezentant Związku Radzieckiego, trener piłkarski.

## Kariera piłkarska

### Kariera klubowa
Karierę piłkarską rozpoczął w drużynie Dnipro Dniepropietrowsk w 1975 r. Na początku 1979 roku został zawodnikiem Dynama Kijów. Od początku stał się filarem defensywy kijowian. Z Dynamem sięgnął po najwyższe nagrody. W 1986 roku Dynamo zagrało w finale Pucharu Zdobywców Pucharów. Kapitanem drużyny z Kijowa był właśnie Demjanenko. Ostatecznie ekipa Walerego Łobanowskiego pokonała Atlético Madryt 3:0 (bramki zdobyli: Zawarow, Błochin i Jewtuszenko). W lidze ZSRR rozegrał 322 mecze i strzelił 28 goli.
W 1991 roku wyjechał do Niemiec i został zawodnikiem 1. FC Magdeburg, ale jak większość radzieckich zawodników wyjeżdżających z ZSRR po pieriestrojce nie sprawdził się na zachodzie (w drużynie tej rozegrał zaledwie trzy spotkania). W sezonie 1991/1992 występował w Widzewie Łódź. W lidze polskiej zagrał trzynaście razy. Latem 1992 roku powrócił do Dynama Kijów, w którym w rundzie jesiennej zagrał 14 razy i strzelił 1 gola. Po jesieni sezonu 1992/1993 zakończył karierę piłkarską.

### Kariera reprezentacyjna
W reprezentacji ZSRR rozegrał 80 meczów, strzelił 6 goli; grał na Mistrzostwach Świata w Meksyku w 1986 roku, był także wicemistrzem Europy z RFN (1988); na obu imprezach pełnił funkcję kapitana drużyny prowadzonej przez Walerego Łobanowskiego.

## Kariera trenerska
Karierę trenera rozpoczął w 1993 roku, kiedy to na krótko został trenerem CSK ZSU Kijów/CSKA-Borysfen Kijów. Później trafił do Dynama, gdzie w sztabie szkoleniowym jest nieprzerwanie od 1993 roku, będąc asystentem kolejnych trenerów: Jożefa Sabo, Walerego Łobanowskiego, Ołeksija Mychajłyczenki i Leonida Burjaka. Pierwszym trenerem Dynama jest od 8 grudnia 2005 roku. Do tej pory zdobył Puchar Ukrainy (2006), wicemistrzostwo Ukrainy (2006) oraz Superpuchar Ukrainy (2006). W tym samym roku wywalczył (po dwumeczu z Fenerbahçe SK) także awans do Ligi Mistrzów. W 2008 do 23 sierpnia trenował azerski Neftçi PFK. 9 sierpnia 2010 objął stanowisko głównego trenera uzbeckiego klubu Nasaf Karszy. 8 stycznia 2012 zmienił klub na Wołyń Łuck. 26 kwietnia 2013 roku za obopólną zgodą kontrakt został anulowany. 6 stycznia 2020 roku stał na czele FC Nitra.

## Sukcesy i odznaczenia

### Sukcesy klubowe
- mistrz ZSRR (5x): 1980, 1981, 1985, 1986, 1990
- zdobywca Pucharu ZSRR: 1982, 1985, 1987, 1990
- zdobywca Pucharu Zdobywców Pucharów: 1986

### Sukcesy reprezentacyjne
- mistrz Europy U-21: 1980
- wicemistrz Europy: 1988
- uczestnik Mistrzostw Świata: 1982, 1986, 1990

### Sukcesy trenerskie
- mistrz Ukrainy: 2007
- wicemistrz Ukrainy: 2006
- zdobywca Pucharu Ukrainy: 2006, 2007
- zdobywca Superpucharu Ukrainy: 2006, 2007
- zdobywca Pucharu AFC: 2011

### Sukcesy indywidualne
- najlepszy piłkarz ZSRR: 1985
- najlepszy piłkarz Ukrainy: 1982, 1985
- 9-krotnie wybrany do listy 33 najlepszych piłkarzy ZSRR: 1979 (nr 3), 1980 (nr 2), 1981, 1982, 1983, 1984, 1985, 1986, 1988.

### Odznaczenia
- tytuł Mistrza Sportu ZSRR: 1979
- tytuł Mistrza Sportu Klasy Międzynarodowej: 1980
- tytuł Zasłużonego Mistrza Sportu ZSRR: 1986
- Order „Za zasługi” III klasy: 2004[5]
- Order „Za zasługi” II klasy: 2006[6].